# Suomenlinna
Suomenlinna (mai demult numită Viapori, în suedeză Sveaborg) este o fortificație construită la mijlocul secolului XVIII pe mai multe insule de lângă Helsinki, Finlanda. Este denumită și „Gibraltarul Nordului”. Fortificația, proiectată de Augustin Ehrensvärd, a fost înscrisă în anul 1991 pe lista patrimoniului cultural mondial UNESCO.
Odată cea mai importantă fortăreață a Balticii, Suomenlinna, astăzi un punct de atracție turistic, este așezată în largul coastei orașului Helsinki, accesibilă ușor cu feribotul prin intermediul curselor zilnice regulate operate de către compania de transport în comun din Helsinki.